# Parafia Najświętszego Serca Jezusowego w Stadnikach
Parafia Najświętszego Serca Pana Jezusa w Stadnikach – parafia rzymskokatolicka należąca do dekanatu Dobczyce archidiecezji krakowskiej. Mieści się we wsi Stadniki, w gminie Dobczyce. Duszpasterstwo prowadzą duchowni ze Zgromadzenia Księży Najświętszego Serca Jezusowego (Sercanów). Zajmują się również kształceniem kleryków w Wyższym Seminarium Misyjnym.

## Historia
Parafia została utworzona w 1951 roku dekretem księdza kardynała Adama Stefana Sapiehy.